# Douglas Wilder
Lawrence Douglas Wilder (Richmond, 17 gennaio 1931) è un politico statunitense.

## Biografia
Fu il 66º governatore della Virginia e il 78º sindaco di Richmond. Nato da una famiglia numerosa i suoi genitori furono Robert e Beulah (Richards) Wilder. Studiò all'Armstrong High School e poi alla Virginia Union University.
Si sposò con Eunice Montgomery l'11 ottobre 1958 da cui prima del divorzio del 1978 ebbe tre figli:
- Loren Wilder
- Lynn Wilder
- Lawrence Douglas Wilder Junior.

## Riconoscimenti
Per i suoi servigi durante la guerra di Corea, evidenziati nella battaglia di Chop Hill  ebbe una Bronze Star Medal.